# Verfassungsschutz Saarland
Der Verfassungsschutz Saarland ist ein deutscher Nachrichtendienst und die Landesbehörde für Verfassungsschutz des Saarlandes mit Sitz in Saarbrücken. Im Jahr 2024 verfügte er über 90 Mitarbeiter. Bis 2018 war der 1957 gegründete Verfassungsschutz eine eigenständige Landesbehörde, bevor er als Abteilung V in das Saarländische Ministerium für Inneres, Bauen und Sport eingegliedert wurde.

## Rechtsgrundlage
Rechtsgrundlage der Arbeit des Landesamtes für Verfassungsschutz Saarland ist das Saarländische Verfassungsschutzgesetz (SVerfSchG) in der Fassung vom 24. März 1993, zuletzt geändert durch das Gesetz vom 26. Oktober 2010 (Amtsbl. I S. 1406).

## Kontrolle
„Auf Grund der Überschaubarkeit des Landes und der strukturellen Gegebenheiten der einzelnen Beobachtungsbereiche erscheint im Saarland kein jährlicher Verfassungsschutzbericht“
Allerdings erscheint seit 2013 ein Lagebild Verfassungsschutz.

## Organisation
Der Abteilungsleitung unterstehen zwei Stabsstellen (Justiziariat und Sicherheitsangelegenheiten) sowie fünf Referate:
- Referat V1: Grundsatzangelegenheiten, zentrale Aufgaben
- Referat V2: Linksextremismus, auslandsbezogener Extremismus, Scientology
- Referat V3: Rechtsextremismus/Rechtsterrorismus, Reichsbürger, Delegitimierer, Islamismus/Islamistischer Terrorismus
- Referat V4: Technik, operative Unterstützung
- Referat V5: Spionage- und Cyberabwehr, Proliferationsbekämpfung, Wirtschaftsschutz, Beratungsstelle für Prävention

## Geschichte
Die Behörde nahm ihre Tätigkeit auf Grund des „Gesetzes über die Errichtung eines Landesamtes für Verfassungsschutz“ vom 8. Juli 1957 auf. Anfangs war er als eigenständiges Landesamt organisiert. Seit Mai 2021 leitet Ulrich Pohl den Landesverfassungsschutz. Der Landtag des Saarlandes entschied am 18. April 2018, das Landesamt als Abteilung V in das Innenministerium einzugliedern.

## Kontroversen
Im Jahr 2006 wurde bekannt, dass der saarländische Verfassungsschutz Oskar Lafontaine überwachte. Lafontaine war Kanzlerkandidat der SPD für die Bundestagswahl 1990 und ist seit dem Jahr 2005 Mitglied der Partei Die Linke. Der saarländische Verfassungsschutz beendete die Überwachung der Linken im Jahr 2010, nachdem die Linke bei der Landtagswahl 2009 einen Stimmenzuwachs von 19 Prozentpunkten erreichte.